# Deliochus
Deliochus là một chi nhện trong họ Araneidae.